# VfL SparkassenStars Bochum
Die VfL SparkassenStars Bochum sind eine Basketballmannschaft aus der Stadt Bochum. Sie spielen in der 2. Bundesliga ProA und sind die Profimannschaft des Vereins für Leibesübungen AstroStars Bochum 1848 e. V. (kurz: VfL AstroStars Bochum). Der VfL AstroStars Bochum ist ein 2011 entstandener Abteilungsverein des VfL Bochum. Er ist der Nachfolgeverein der VfL Bochum BG und entstand durch deren Verschmelzung mit der BG Südpark Bochum. Der Verein hat die Lizenzen seiner Vorgängervereine zum 1. Juli 2012 übernommen und nimmt seit der Saison 2012/13 am Wettbewerb teil. Ende 2016 war er mit 555 Aktiven der sechstgrößte deutsche Basketballverein. Seit der Saison 2017/18 spielt die Bundesliga-Mannschaft unter dem Namen VfL SparkassenStars Bochum.  Die Bochumer spielen seit der Saison 2021/22 erstmals in ihrer Geschichte in der 2. Bundesliga ProA.

## Spielbetriebs-GmbH
Der VfL AstroStars Bochum als Basketballabteilung des VfL Bochum 1848 e. V. ist ein rechtlich eigenständiger Abteilungsverein. Alle sportlichen und organisatorischen Belange der Basketballer werden selbstständig, unabhängig vom Präsidium des Gesamtvereins, durch den Vereinsvorstand geregelt. Lediglich zur Satzungsänderung bedarf es der Zustimmung des Präsidiums des VfL Bochum. Der Vorsitzende der Basketballabteilung gehört durch sein Amt dem Präsidium an. Mitglieder der Basketballabteilung sind automatisch auch Mitglieder des VfL Bochum 1848 e. V. Gesamtvereins. Der Spielbetrieb der ersten Herrenmannschaft ist in die VfL AstroStars Bochum Marketing GmbH ausgegliedert. Geschäftsführer der Spielbetriebs-GmbH sind Gundula Diehr und Tobias Steinert.

## Kader 2025/26
| Spieler | Spieler     | Spieler      | Spieler | Spieler | Spieler | Spieler          |
| Nr.     | Nat.        | Name         | Geburt  | Größe   | Info    | Letzter Verein   |
| ------- | ----------- | ------------ | ------- | ------- | ------- | ---------------- |
| 4       | Deutschland | Niklas Geske | 1994    | 1,88 m  |         | Phoenix Hagen    |
| 7       | Deutschland | Lars Kamp    | 1996    | 1,84 m  |         | SC Rist Wedel    |
| 8       | Deutschland | Kilian Dietz | 1990    | 2,02 m  |         | Gladiators Trier |

| Trainer     | Trainer        | Trainer         |
| Nat.        | Name           | Position        |
| ----------- | -------------- | --------------- |
| Spanien     | Félix Bañobre  | Cheftrainer     |
| Deutschland | Petar Topalski | Co-Trainer      |
| Deutschland | Jo-Lam Vuong   | Athletiktrainer |

| Legende           | Legende   |
| Abk.              | Bedeutung |
| ----------------- | --------- |
| C                 | Kapitän   |
| Quellen           |           |
| Teamhomepage      |           |
| Stand: 09.06.2025 |           |

| Legende           | Legende   |
| Abk.              | Bedeutung |
| ----------------- | --------- |
| C                 | Kapitän   |
| Quellen           |           |
| Teamhomepage      |           |
| Stand: 09.06.2025 |           |

## Geschichte Herrenmannschaft
Die 1. Mannschaft spielte in der Saison 2013/14 als Aufsteiger in der 2. Bundesliga ProB und erreichte gleich das Viertelfinale, wo sie sich dann dem späteren Meister Basket Akademie Weser Ems/Oldenburg geschlagen geben musste. Daneben erhielten die Bochumer die Auszeichnung zur „Mannschaft der Saison“. In der Spielzeit 2014/15 kam man erneut in die Play-offs, schied aber im Achtelfinale gegen die Hanau White Wings mit 1:2-Siegen aus. In der Spielzeit 2015/16 zog Bochum ebenfalls in die Meisterrunde ein. Dort schied man allerdings mit zwei Niederlagen gegen die Scanplus Baskets Elchingen in der ersten Runde aus. In der Saison 2016/17 schaffte man es zum ersten Mal, in das ProB-Halbfinale einzuziehen. Vor der Saison 2017/18 änderte die erste Mannschaft ihren Namen in VfL SparkassenStars. Die Saison endete im Viertelfinale wieder gegen Elchingen.
Im Frühjahr 2019 trennte sich der VfL von Trainer Gary Johnson, bis zum Ende des Spieljahres betreuten Felix Engel und Petar Topalski die Truppe übergangsweise, ehe im April 2019 der Spanier Félix Bañobre als neuer Cheftrainer verpflichtet wurde. Im Dezember 2019 gab das für die Finanzen zuständige Vorstandsmitglied Hans Peter Diehr bekannt, dass die Planungen der Mannschaft, das Vorhaben enthalten, spätestens in der Saison 2020/21 in die 2. Bundesliga ProA aufzusteigen. Die Hauptrunde der Saison 2020/21 wurde als Tabellenerster der Nordstaffel der 2. Bundesliga Nord abgeschlossen. In der anschließenden zweiten Gruppenphase musste die Bochumer Mannschaft aufgrund von Ansteckungen mit COVID-19 zeitweilig aussetzen. Am 9. Mai 2021 zog die Mannschaft durch einen Sieg im Halbfinalrückspiel gegen Münster ins Finale ein und schaffte damit erstmals in ihrer Vereinsgeschichte den Aufstieg in die 2. Bundesliga ProA. Die Finalspiele wurden laut Beschluss der ProB-Vereine im Mai 2021 abgesagt, um die wirtschaftliche Belastung für die Vereine sowie die sportliche Belastung für die Spieler zu verringern, da die Saison aufgrund der COVID-19-Pandemie bereits zum Zeitpunkt der Beschlussfassung länger als vorgesehen lief. Bester Bochumer Korbschütze der Aufstiegsmannschaft war Niklas Geske (19,8 Punkte/Spiel), gefolgt von Johannes Joos (19,2 Punkte/Spiel).
Die Mannschaft schaffte in der Saison 2021/22 in ihrer ersten Saison in der 2. Bundesliga ProA mit 13 Siegen und 19 Niederlagen als Tabellenzwölfter den Klassenerhalt, lag damit zwei Punkte vor dem ersten Abstiegsrang. Als bester Korbschütze angeführt wurden die Bochumer im Spieljahr vom US-Amerikaner Dominic Green (19,2 Punkte/Spiel), sein Landsmann Tony Hicks war mit 17,1 zweitbester.
In der Saison 2022/23 verpasste Bochum knapp den Sprung ins Zweitligaviertelfinale, als man die Hauptrunde als Tabellenneunter beendete und zuvor von den letzten zehn Spielen acht sowie dabei die letzten fünf in Folge gewonnen hatte. Kurz vor dem Saisonende wurde der Vertrag mit Trainer Bañobre um drei Jahre bis 2026 verlängert. Bester Korbschütze der Bochumer Mannschaft in der Saison 2022/23 war der US-Amerikaner TJ Crockett, der in 22 Spielen einen Mittelwert von 18,5 Punkten erreichte, damit stand Crockett in der Hauptrunde ligaweit an erster Stelle.
2024 verpasste die Mannschaft als Tabellenvorletzter den sportlichen Verbleib in der zweithöchsten Spielklasse. Trotzdem blieben die Bochumer in der 2. Bundesliga ProA: Aufgrund fehlender Aufsteiger bekam der VfL Ende Juni 2024 das noch zu vergebende Teilnahmerecht für die ProA-Spielzeit 2024/25 zugesprochen.
In der Saison 2024/25 entwickelten sich die Bochumer zur Überraschungsmannschaft in der 2. Bundesliga ProA. Kurz vor Weihnachten 2024 stand man nach acht Siegen in Folge (darunter ein 84:79 gegen Tabellenführer Jena) auf dem zweiten Platz. Zwar rutschte man in den folgenden Monaten in der Tabelle ab, dennoch zogen die Bochumer Ende April 2025 als Tabellenachter erstmals in die Meisterrunde der 2. Bundesliga ProA ein. Dort schied man in der ersten Runde (Viertelfinale) 0:3 gegen Jena aus.

### Saisonbilanzen
| Saison  | Liga  | Hauptrunde | Play-offs     |
| ------- | ----- | ---------- | ------------- |
| 2014/15 | ProB  | 5. Platz   | Achtelfinale  |
| 2015/16 | ProB  | 3. Platz   | Achtelfinale  |
| 2016/17 | ProB  | 5. Platz   | Halbfinale    |
| 2017/18 | ProB  | 4. Platz   | Viertelfinale |
| 2018/19 | ProB  | 6. Platz   | Achtelfinale  |
| 2019/20 | ProB  | 5. Platz   |               |
| 2020/21 | Pro B | 1. Platz   | Halbfinale    |
| 2021/22 | ProA  | 13. Platz  | -             |
| 2022/23 | ProA  | 9. Platz   | -             |
| 2023/24 | ProA  | 17. Platz  | -             |
| 2024/25 | ProA  | 8. Platz   | Viertelfinale |

### Herren-Trainer
| Amtszeit        | Name                        |
| --------------- | --------------------------- |
| 2003–2010       | Thorsten Morzuch            |
| 2010–2014       | Kai Friedrich               |
| 2014–2017       | Kai Schulze                 |
| 2017–02/2019    | Gary Johnson                |
| 02/2019–04/2019 | Felix Engel/ Petar Topalski |
| seit 04/2019    | Félix Bañobre               |

## Heimspielstätte
Die Heimspiele der Bochumer in 2. Bundesliga ProA werden in der städtischen Rundsporthalle Bochum ausgetragen. Die Halle fasst bei einem Basketballspiel 1 532 Zuschauer.

## Fans
Der erste Fanclub der VfL AstroStars Bochum trug den Namen „deFANs Bochum e. V.“ und wurde 2008 als 1. offizieller Fanclub der VfL Bochum Basketballgemeinschaft gegründet. Nach Auflösung der „deFANs“ im Jahr 2022 besteht seit 2023 mit den „Ballerz Bochum“ eine neue Fangruppierung.

## Vereinsstruktur VfL AstroStars Bochum 1848 e. V.

### Herren
Der Herrenbereich umfasst insgesamt elf am Wettbewerb teilnehmende Mannschaften und eine Hobbymannschaft.

### Damen
Den VfL-Damen gelang im Spieljahr 2018/19 unter der Führung von Trainer David Glöckner der Gewinn der Meisterschaft in der Regionalliga West. Nach der Saison 2020/21 setzte sich die Mannschaft in den Playoffs gegen Recklinghausen und die BG Bonn durch und stieg somit in die 2. DBBL Nord auf, in der sie erstmals in der Saison 2021/22 als VfL Viactiv-AstroLadies Bochum unter Trainer Michael Minnerop antrat.

### Jugend
Den nach eigenen Angaben wichtigsten Schwerpunkt bildet im Verein die Jugendarbeit. Demnach gibt es für Jungen und Mädchen in allen Altersklassen leistungs- als auch breitensportorientierte Mannschaften. Der Verein war an der Gründung der Spielgemeinschaft Carbon Baskets beteiligt, die an der Jugend-Basketball-Bundesliga (JBBL) teilgenommen haben. Dazu schlossen die Bochumer eine auf Dauer angelegte Kooperation mit dem SVD 49 Dortmund. Aus dem Kooperationsvertrag resultierte der Rückzug des SVD aus der Regionalliga, um künftig im östlichen Ruhrgebiet die Nachwuchsarbeit für den VfL AstroStars Bochum zu leisten. Ab der Saison 2018/19 waren die Bochumer Teil der Metropol Akademie Ruhr. Gemeinsam mit Citybasket Recklinghausen und den ETB Wohnbau Baskets Essen wurde der VfL dritter Träger und nahm damit fortan auch am Spielbetrieb der Metropol Baskets in der NBBL und JBBL teil. Die Carbon Baskets wurden als Metropol YoungStars ebenfalls in die Akademie eingegliedert und spielten nach der erfolgreichen Qualifikation als zweite Mannschaft ebenfalls in der JBBL.
Gemeinsam mit den Citybaskets Recklinghausen betreibt der VfL AstroStars Bochum seit 2013 in der WNBL die Metropol Girls für den weiblichen Basketballnachwuchs.

## Gründungsphase

### Grundidee einer Kooperation
Ende der 2000er Jahre entstand bei den eigentlich rivalisierenden Bochumer Basketballvereinen VfL Bochum BG und BG Südpark das Vorhaben, im Interesse einer besseren Leistungsförderung von Talenten im Jugendbereich enger zusammenzuarbeiten. Die Notwendigkeit schien beiden Vereinen dadurch geboten, dass es durch die Neugründung der JBBL und NBBL und die Ansiedlung entsprechender Mannschaften auch im Ruhrgebiet zunehmend schwerer war, talentierte Jugendspieler in Bochum zu halten. Besonders der VfL Bochum litt darunter, dass die 1. Herrenmannschaft nur in der Landesliga spielte. Um Talenten eine bessere Perspektive zu bieten, drängten insbesondere beide Jugendabteilungen der Vereine zu einer Kooperation, mit dem Prüfauftrag, Mannschaften in JBBL und NBBL zu stellen.

### Art der Kooperation
Obwohl sich beide Vereine im Grundsatz über die Notwendigkeit der Kooperation im Klaren waren, brauchte es über zwei Jahre, um diese Kooperation umzusetzen. Dies lag vor allem daran, dass kaum Einigkeit über die Art der Kooperation bestand. Es erfolgte ein Zusammenschluss, der nicht als klassische Fusion beider Vereine durchgeführt wurde. Damit nicht der Eindruck einer Übernahme des einen Vereins durch den anderen entstand, verständigten sich beide Seiten auf die Neugründung des VfL AstroStars Bochum. In einem ersten Schritt wurden zum 2. Januar 2012 die Mitglieder der beiden Stammvereine in den neuen Verein übertragen. Die Mitglieder der BG Südpark erwarben zugleich die Mitgliedschaft im VfL Bochum 1848 Gesamtverein. Bis zum Ende der Saison 2012/13 blieben alle Mitglieder weiterhin in ihren Altvereinen, die die Saison zu Ende gespielt haben. Die Mitgliedschaft in den Altvereinen endete zum 30. Juni 2012, sodass die Mitglieder ab dem 1. Juli 2012 nur noch Teil des neuen Vereins VfL AstroStars Bochum waren, der zugleich zu diesem Zeitpunkt die Lizenzen der Altvereine übernommen hatte. Nachdem beide Mitgliederversammlungen diesem Verfahren zugestimmt hatten, wurde im Anschluss an die außerordentliche Mitgliederversammlung der VfL Bochum BG am 1. Dezember 2011 in der Bochumer Rundsporthalle der neue Verein gegründet.

## Größter Basketballverein Deutschlands
Durch den Zusammenschluss entstand seinerzeit der nach aktiven Mitgliederzahlen größte Basketballverein Deutschlands. Zwar wurden in der Ranglistes des Deutschen Basketball Bundes (veröffentlicht 2012) die Mitglieder noch getrennt nach ihren Altvereinen erfasst, rechnete man jedoch die Teilnehmerzahlen beider Vereine zusammen, so hatte der VfL AstroStars Bochum mit 660 Aktiven die meisten Mitglieder vor dem USC Freiburg (595).
2013 und 2014 erreichte der Verein den zweiten Platz hinter Alba Berlin.